# 圣则济利亚圣殿
41°53′15.2″N 12°28′33.21″E / 41.887556°N 12.4758917°E
 维基共享资源上的相關多媒體資源：圣则济利亚圣殿

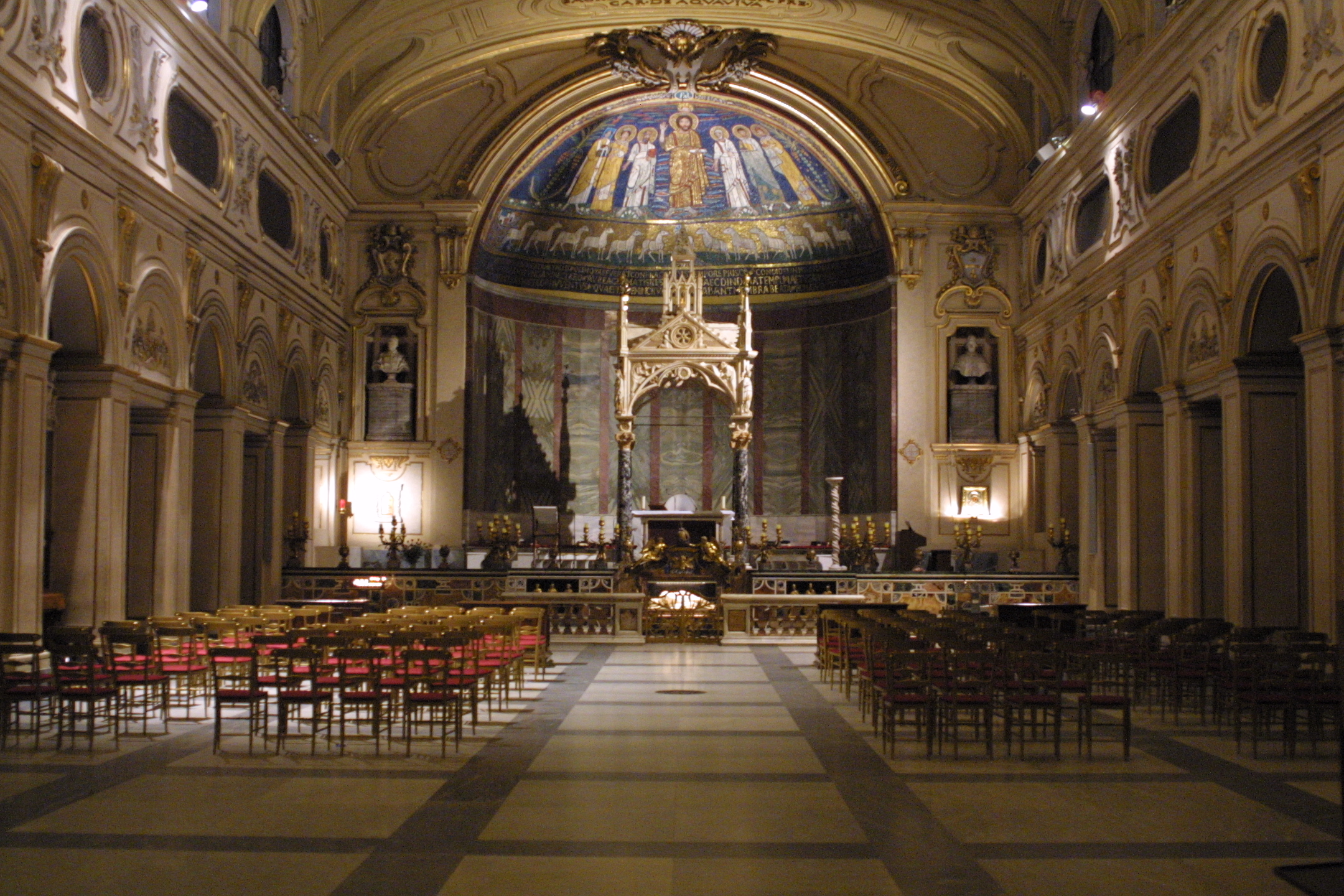
内部

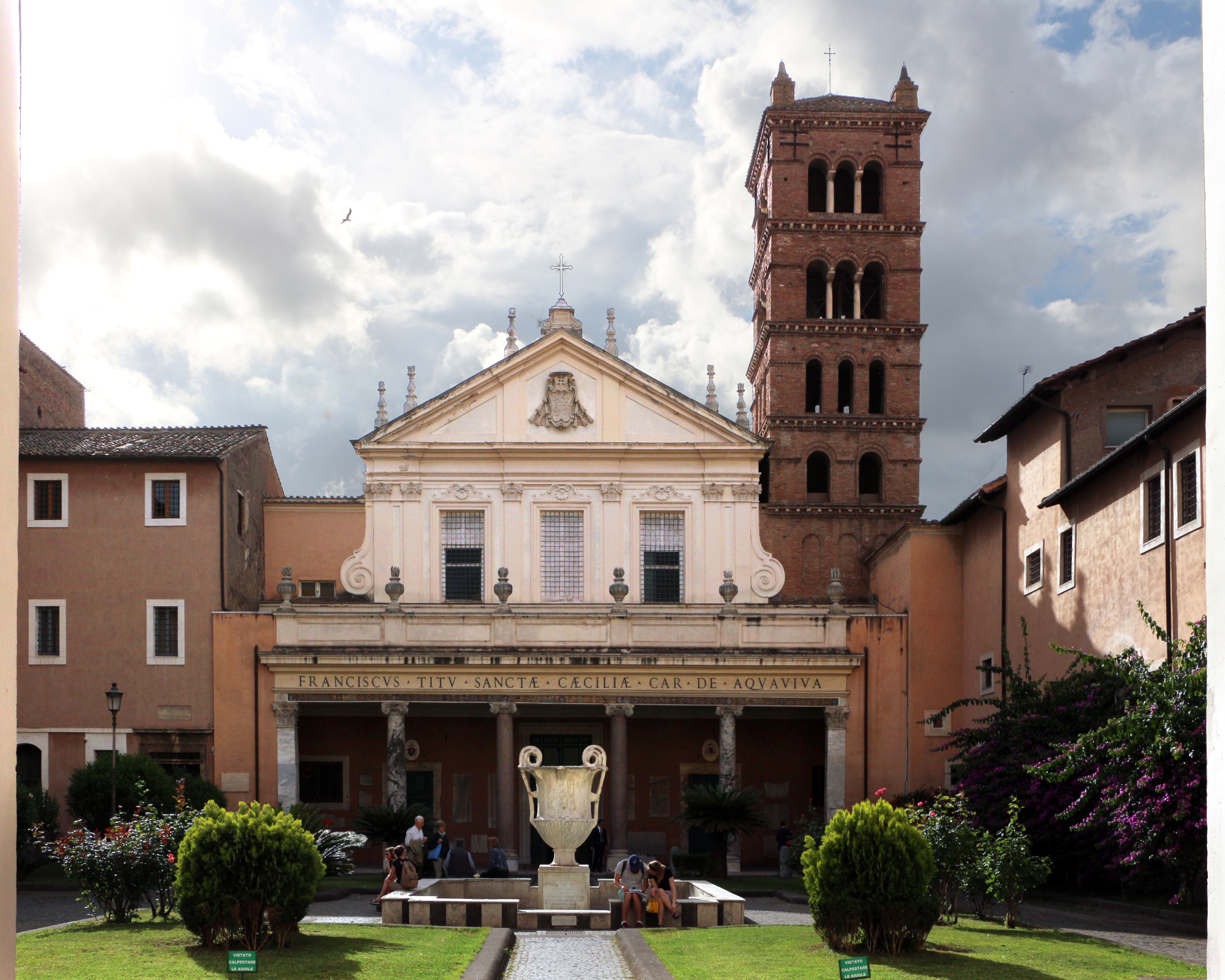
立面和12世纪钟楼

提伯河西圣则济利亚圣殿（義大利語：Basilica di Santa Cecilia in Trastevere）是意大利罗马的一座建於5世纪的宗座圣殿及司鐸級樞機領銜教堂 ，敬礼圣则济利亚，位于特拉斯提弗列区。

## 历史
在这个地点的第一座教堂可能由教宗乌尔班一世建于3世纪，敬礼亚历山大·塞维鲁在位时期的罗马殉道者圣则济利亚。在499年教宗西玛克的会议中，此教堂被列为领衔教堂。传统认为，该教堂就建在圣则济利亚的房子上。在圣髑小堂地下发掘出了洗礼堂，以及罗马帝国早期的房屋遗址。545年11月22日，教宗维吉吕正在此教堂纪念圣人，提奧多拉皇后的使者 Antemi Scribone抓住了他。 
822年，教宗巴斯加一世重修了教堂，将圣则济利亚的圣髑从教宗加理多一世墓窟移来此处。在18世纪又进行了修葺。

## 艺术和建筑

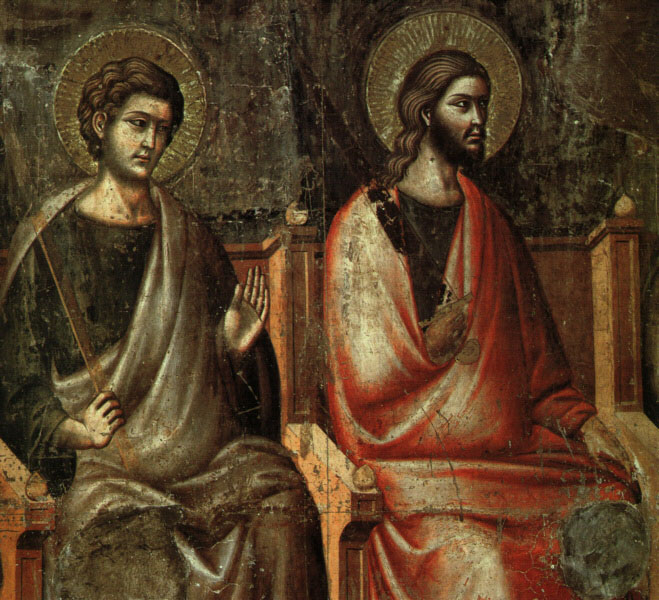
《最后的审判》（1289-1293年）

该教堂的立面建于1725年，堂前有庭院，装饰有古老的镶嵌画、柱子，以及枢机的徽章。 
在修士咏经席，有卡瓦利尼(Pietro Cavallini)的壁画“最后的审判”（1289年至1293年）。中殿拱壁上的镶嵌画绘于9世纪，基督居中，两边描绘的是圣保禄、圣则济利亚、教宗巴斯加一世、圣伯多禄、圣瓦莱里安（圣则济利亚的丈夫）和圣女亚加大（St Agatha）。 
教堂的拱顶为孔卡（Sebastiano Conca）所绘的壁画“圣则济利亚受冕”（1727年）。该教堂有雷尼（Guido Reni）的两幅祭台画：“圣瓦勒里安和圣则济利亚的婚礼”以及“圣则济利亚被斩首”（1603年）。

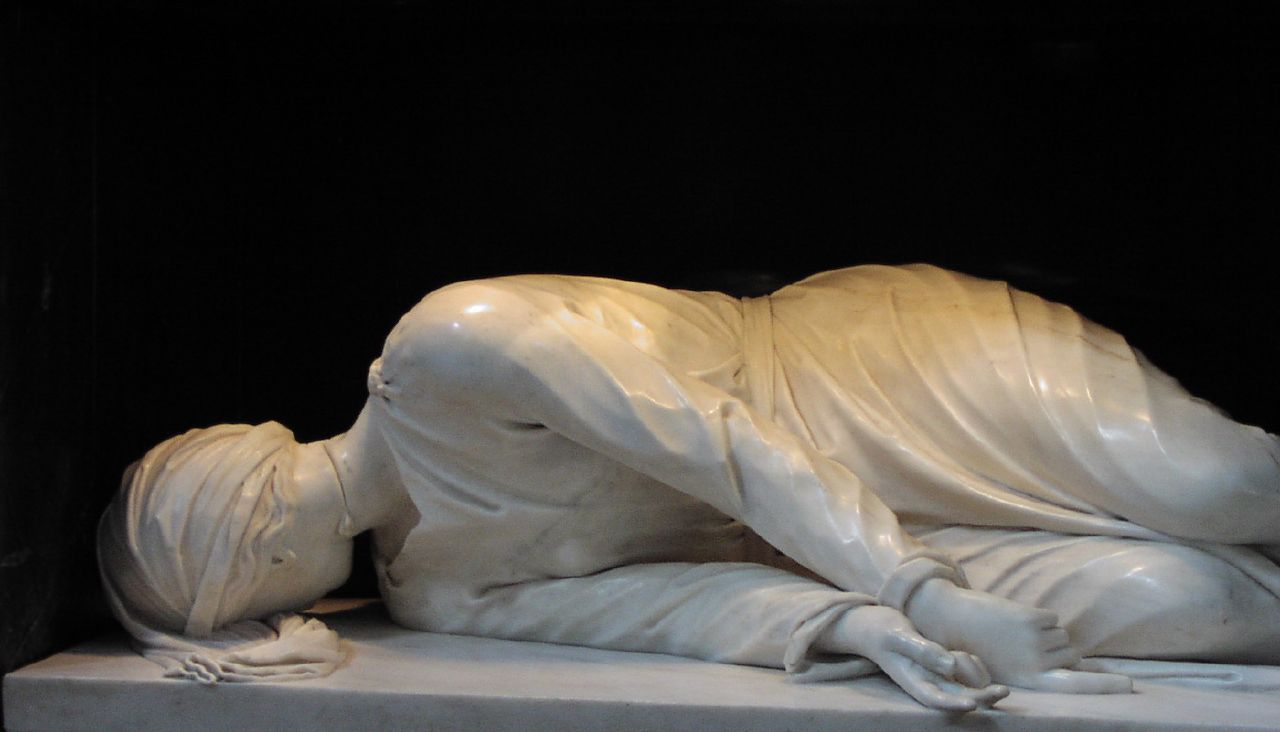
《圣则济利亚殉道》

最引人注目的作品是文艺复兴后期雕塑家玛德尔诺（Stefano Maderno）所雕的圣则济利亚石像（1600年）。据称这个雕塑以圣人的身体为蓝本，1595年她的坟墓被打开。这尊雕像巧妙地描绘圣人的被斩。